# Ластовые суда
Ластовые суда — собирательное название разнообразных малотоннажных плавсредств (барж, плашкоутов) и небольших транспортных судов, которое существовало в XVIII—XIX веках. Их функциями было снабжение парусных боевых кораблей русского ВМФ на рейдах, транспортировка военных грузов по портовой акватории и между портами.
Экипажи ластовых судов комплектовались матросами и унтер-офицерами, не способными к строевой службе на военном флоте по возрасту или состоянию здоровья. Служившие на ластовых судах ластовые экипажи  получали пониженное денежное довольствие, носили отличную от остального флота униформу и армейские звания. Многие офицеры ластовых судов были выходцами из боцманов, кондукторов или унтер-офицеров, получая офицерский чин за «многолетнюю усердную службу». Такие офицеры считались низшей кастой и носили не Андреевский флаг, а торговый триколор (до 1797 года также гюйс).

## Исторический очерк
В 1865—1870 годах ластовые суда переданы под управление военных портов и гаваней, после Первой мировой войны термин «ластовые суда» был заменён на «вспомогательные суда». До 1918 года вспомогательный флот ходил под флагом синего цвета с Андреевским стягом в крыже, а с 1918 — под флагом советских ВМС.
Этимология названия связана с ластом — старинной мерой вместимости судна, равной 120 пудам.